# Стрэттон, Джордж Малкольм
Джордж Малкольм Стрэттон (англ. George Malcolm Stratton; 1865—1957) — американский психолог.
Президент Американской психологической ассоциации в 1908 году, член Национальной академии наук США (1928).
Пионер в исследовании восприятия человеком в видении окружающего мира. Ученик одного из основателей современной психологии Вильгельма Вундта, основатель одной из первых лабораторий экспериментальной психологии в Америке в университете Калифорнии, Беркли. Хорошо был знаком с классической литературой, переводил авторов древнегреческой философии.

## Биография

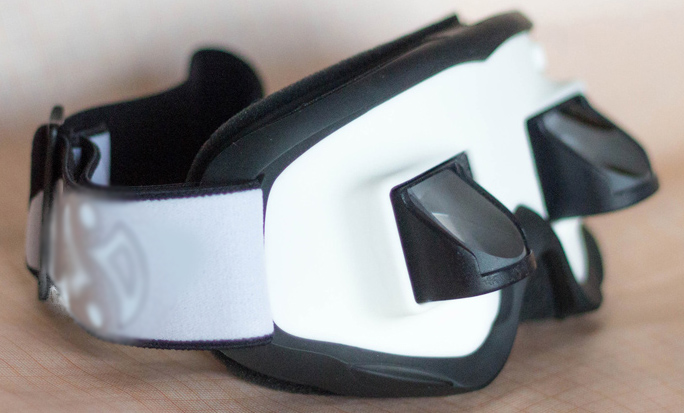
Современный вид инвертоскопа

Родился 26 сентября 1865 года в Окленде штат Калифорния в американской семье Джеймса Томпсона Стрэттона и Корнелии Смит.
Первоначальное образование получил в школах Окленда. Затем последовательно получил степень бакалавра в Калифорнийском университете, магистра — в Йельском университете и степень доктора философии в Лейпцигском университете. После обучения в Германии вернулся на философский факультет в Беркли, преподавал психологию, получил звание доцента.
Во время Первой мировой войны Стрэттон служил в армии, занимался разработкой психологических тестов для подбора летчиков в армейскую авиацию.
Много времени в своей научной деятельности уделил исследованиям в области зрительного восприятия человеком окружающего мира и влияние воспринятого на его психологию.
Умер 8 октября 1957 года. Был женат, у него была дочь Элеонора.
Джордж Стрэттон создал в 1896 году оптический прибор инвертоскоп. Так как по законам оптики на сетчатке глаза человека формируется перевёрнутое изображение и затем мозгом преобразуется в нормальное, то с помощью этого прибора (в виде специальных очков) изображение на сетчатку попадало в таком виде, что человек видел пространство вокруг него перевёрнутым («кверху ногами»). Стрэттон неделю подряд во время работы носил очки, переворачивающие окружающее изображение, и спустя три дня его зрительная система приспособилась к инвертированному миру. В настоящее время инвертоскоп используется в психологических экспериментах.